# ناحیه ون بورن، شهرستان لاگرانژ، ایندیانا
ناحیه ون بورن، شهرستان لاگرانژ، ایندیانا (به انگلیسی: Van Buren Township, LaGrange County, Indiana) یک سکونتگاه مسکونی در ایالات متحده آمریکا است که در شهرستان لاگرانژ، ایندیانا واقع شده‌است.

## خصوصیات
ناحیه ون بورن ۳٬۴۳۹ نفر جمعیت دارد و ۲۵۴ متر بالاتر از سطح دریا واقع شده‌است.